# Boris Mijatovič (Fußballspieler)
Boris Mijatovič (* 7. Februar 1988) ist ein slowenischer ehemaliger Fußballspieler.

## Karriere

### Verein
Mijatovič begann seine Karriere bei Rudar Velenje. Er kam in drei Saisons auf 39 Spiele. Im Sommer 2009 wechselte er zum Ligakonkurrenten NK Celje. Anfang 2011 verpflichtete ihn ND Gorica. Auf allen Stationen konnte er sich mit seinem Team am Saisonende im vorderen Mittelfeld platzieren. Im Sommer 2012 holte ihn der FC Staad in die Schweiz. Ein halbes Jahr später verließ er den Klub bereits wieder und kehrte in sein Heimatland zurück, wo er beim NK Šmartno in der zweiten Liga anheuerte.